# 疎結合クラスター
疎結合クラスター（そけつごうクラスター）とは、コンピュータ・クラスター配下のサーバ（ノードと呼ぶ）群の間で共有するシステムリソース（メモリ/ディスク/CPUなど）を持たない、非共有型クラスターの事を呼ぶ。
多くの場合、情報の共有に必要なメッセージング機能を搭載し、必要な通知のみを送り合う。
そのため、各ノードが単独に動作する様に見え、クラスター配下に追加するノード数に合わせてスケーラブルに性能が向上し易い。一方、実際はその上流にてシステムの統合性を確保している事が多く、上流側に配置される機器の制御を工夫する必要がある。
例を挙げれば、コンシューマサイトのWebサーバ群であり、制御する上位層としてはロードバランサとなる。
また、PCクラスタにより実現される科学技術計算システムも該当する。